# Cuartel Militar de Taksim
El Cuartel Militar de Taksim o Cuartel de Artillería Halil Pasha (en turco: Taksim Kışlası o Halil Paşa Topçu Kışlası) era un cuartel militar localizado en el sitio del actual parque Taksim Gezi, al lado de la plaza Taksim, en Estambul, Turquía.

## Historia
El cuartel se construyó en 1806, durante el reinado (1789-1807) del sultán otomano Selim III. Su arquitecto fue el armenio Krikor Balian, y su estilo estaba basado en arquitectura otomana, rusa e hindú.
Durante el incidente del 31 de marzo, en 1909, el edificio de los cuarteles sufrió un daño considerable. En 1921, el patio interno fue reformado y se convirtió en el Estadio de Taksim, el primer estadio de fútbol en Turquía, usado por todos los equipos de fútbol principales de la ciudad, incluyendo el Beşiktaş J.K., el Galatasaray S.K. y el Fenerbahçe S.K.. El estadio se cerró en 1939, y se derribó en 1940, durante los trabajos de renovación de la plaza Taksim.

### Reconstrucción
El 16 de septiembre de 2011, la asamblea del distrito de Beyoğlu decidió reconstruir la estructura, a pesar de que el área se encontraba dentro del ámbito de las ordenanzas de protección de espacios verdes. Se propuso que el cuartel reconstruido se convirtiera en un centro comercial. 
La reconstrucción del cuartel fue recibida con protestas en Estambul. Estas protestas locales desembocaron en las protestas en Turquía de 2013.